# Liste der Biografien/Fero
Liste der Biografien |
Portal Biografien |
Personensuche
# |
A |
B |
C |
D |
E |
F |
G |
H |
I |
J |
K |
L |
M |
N |
O |
P |
Q |
R |
S |
T |
U |
V |
W |
X |
Y |
Z |
?
 
Fa |
Fe |
Ff |
Fh |
Fi |
Fj |
Fk |
Fl |
Fm |
Fn |
Fo |
Fr |
Ft |
Fu |
Fy
 
Fea |
Feb |
Fec |
Fed |
Fee |
Fef |
Feg |
Feh |
Fei |
Fej |
Fek |
Fel |
Fem |
Fen |
Feo |
Fer |
Fes |
Fet |
Feu |
Fev |
Few |
Fey |
Fez
 
Fera |
Ferb |
Ferc |
Ferd |
Fere |
Ferf |
Ferg |
Ferh |
Feri |
Ferj |
Ferk |
Ferl |
Ferm |
Fern |
Fero |
Ferr |
Fers |
Fert |
Feru |
Ferv |
Ferw |
Fery |
Ferz
Die Liste der Biografien führt alle Personen auf, die in der deutschsprachigen Wikipedia einen Artikel haben. Dieses ist eine Teilliste mit 16 Einträgen von Personen, deren Namen mit den Buchstaben „Fero“ beginnt.

## Fero
- Fero, Ben (* 1991), türkischer Rapper und Songwriter

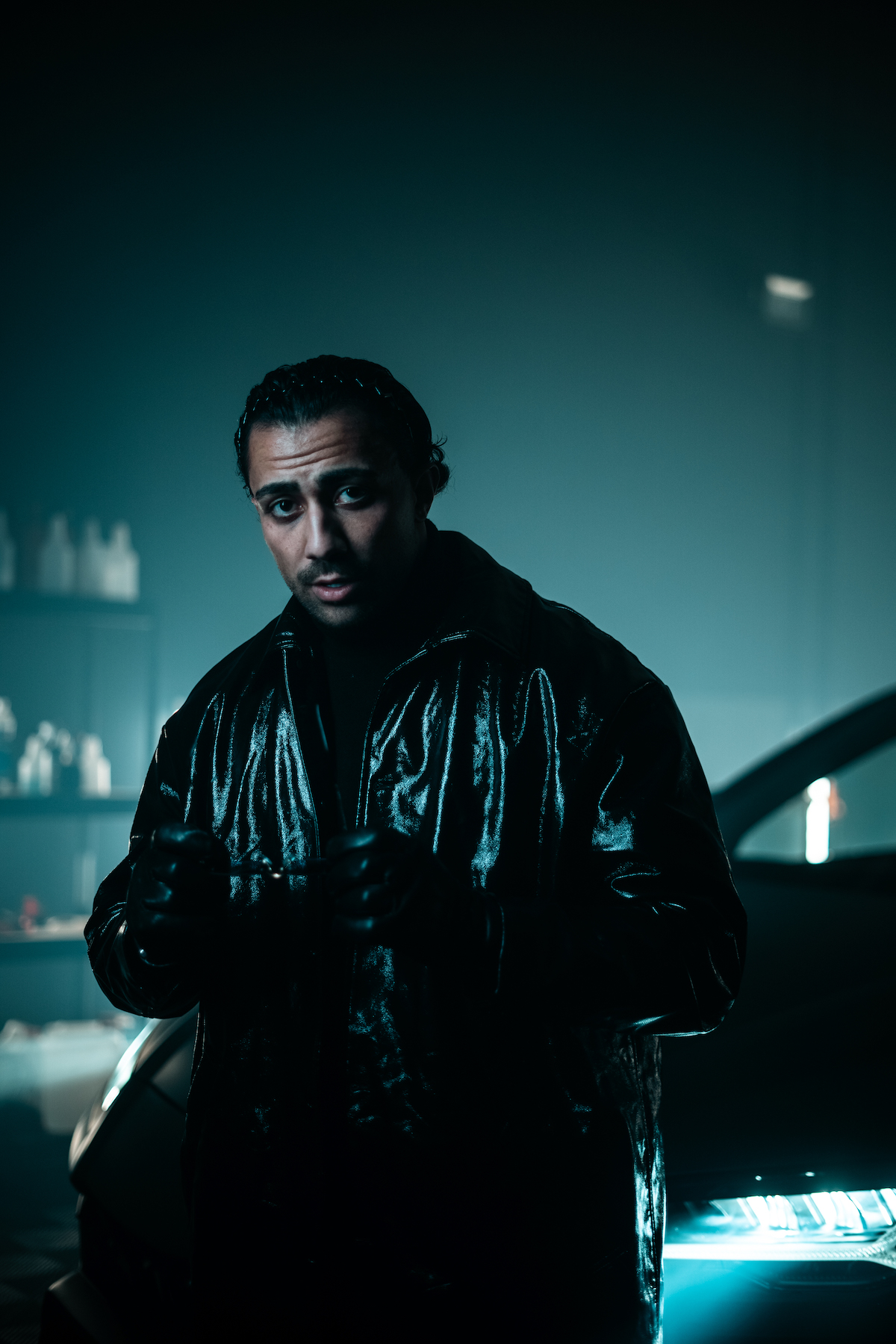
Fero47 (* 1998)

- Fero47 (* 1998), deutscher RapperFero47 (* 1998)

### Feroc
- Feroci, Angelo, italienischer Radrennfahrer
- Feroci, Enrico (* 1940), italienischer römisch-katholischer Geistlicher, Erzbischof

### Ferol
- Ferolli, Beatrice (* 1932), österreichische Schauspielerin, Drehbuch- und Theaterautorin
- Ferolski, Johann Baptist († 1751), deutscher Architekt des Barock, Festungsbaumeister

### Feron
- Feron, Denis (1928–2015), belgischer Skirennläufer und Manager
- Féron, Éloi Firmin (1802–1876), französischer Maler
- Feron, Michel (1923–2014), belgischer Skirennläufer
- Féron, Valentin, französischer Filmeditor und Filmkomponist
- Feronce von Rotenkreutz, Jean Baptiste (1723–1799), Minister des Herzogtums Braunschweig
- Feroni, Giuseppe Maria (1693–1767), italienischer Geistlicher und Kardinal der Römischen Kirche

### Ferou
- Feroukhi, Taous, algerische Diplomatin
- Feroumont, Benoît (* 1969), belgischer Comicautor und Filmanimator

### Feroz
- Feroz, Emran (* 1991), österreichisch-afghanischer Journalist
- Feroz, Wasim (* 1966), pakistanischer Hockeyspieler